# Анноне-ді-Бріанца
Анноне-ді-Бріанца (італ. Annone di Brianza) — муніципалітет в Італії, у регіоні Ломбардія, провінція Лекко.
Анноне-ді-Бріанца розташоване на відстані близько 510 км на північний захід від Рима, 38 км на північ від Мілана, 10 км на південний захід від Лекко.
Населення — 2346 осіб (2014).
Щорічний фестиваль відбувається третьої неділі вересня. Покровитель — Beata Vergine Addolorata.

## Демографія
Населення за роками:

Станом на 1 січня 2023 року в муніципалітеті офіційно проживали 143 іноземці з 25 країн, серед них 32 громадяни країн Євросоюзу та 4 громадяни України.

## Сусідні муніципалітети
- Бозізіо-Парині
- Чезана-Бріанца
- Чивате
- Гальб'яте
- Мольтено
- Оджоно
- Суелло